# Tentpegging

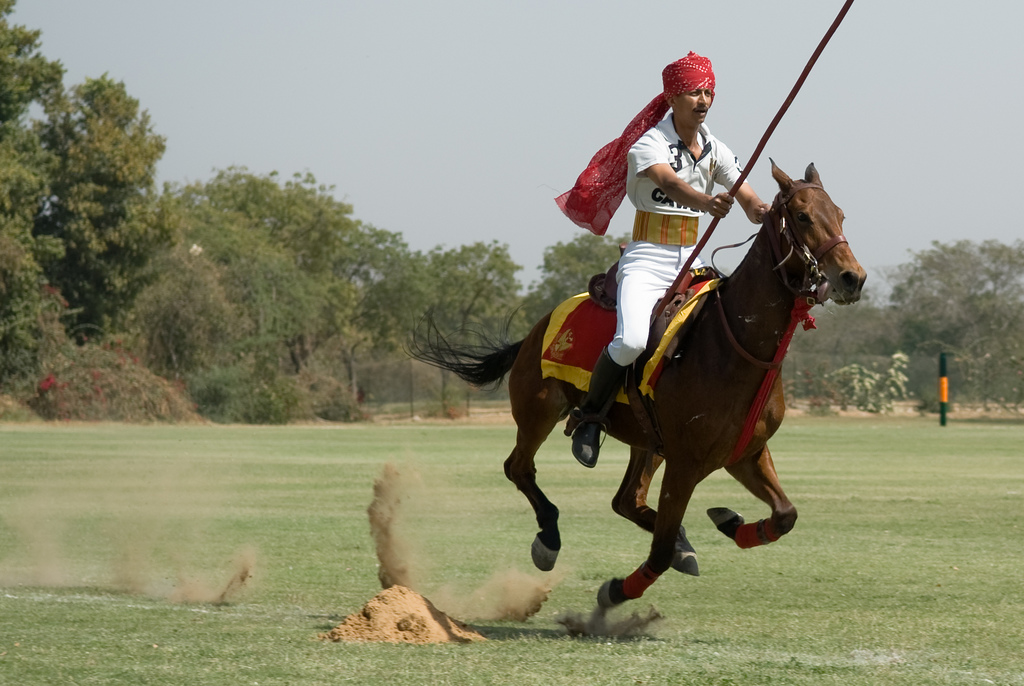
En indisk officer som utövar tentpegging

Tentpegging är en hästsport som utvecklades efter en krigsstrategi. Sporten är populär i sitt ursprungsland Indien men även i Australien och flera andra länder. Sporten går ut på att man ska dra upp tältpinnar ur marken med en lans eller ett svärd med hästen i full galopp. Det finns även flera deltävlingar där man bland annat ska samla ringar, skära citroner och pricka ballonger med luftgevär. 

## Historia
Meningarna går isär om hur sporten egentligen uppstod men den vanligaste teorin är att sporten uppstod under invasionen av Indien av Alexander den store år 326 f.Kr. Alexanders kavalleri sades använda denna speciella taktik när de anföll sina fiendeläger. Genom att rida i full galopp genom lägren och dra upp tältpinnarna så kunde fotsoldaterna springa in och döda fienderna innan dessa ens hunnit hitta ut ur de kollapsade tälten. De indiska folkslagen i nordvästra Indien började då traditionellt utöva sporten för att hedra sina döda förfäder. 
Sporten spreds vidare under Första världskriget när Australiens hästkavalleri hade läger i Indien. De hade sett hur sporten utövades i landet och började använda tentpegging som en träningsmetod. De beridna kavallerierna har sedan 1930-talet även visat upp tentpegging på större shower och uppvisningar i Australien. 
År 1964 skapade några hängivna fans av sporten det första laget i Australien i New south wales och de blev inbjudna att delta i Melbourne Royal Show tillsammans med kavalleriet. Tack vare denna tävling spreds sporten och fler lag bildades och 1981 bildades ett förbund för sporten kallat Australian Tentpegging Association (ATA). Förbundet satte nu nya regler och hjälpte till att anordna och döma tävlingar. Ett nationellt mästerskap hålls vartannat år i Australien. 
Sporten fick sitt första erkännande året efter i 1982 års New Delhi Asian Games då den asiatiska olympiska kommittén accepterade tentpegging som en officiell gren. Tentpegging började då även spelas internationellt och världsförbundet International Equestrian Tentpegging Association startades år 1994.
Sporten växer nu och spelas förut om i Inden och Australien, även i bland annat Nya Zeeland, Sydafrika, Namibia, Nederländerna, Pakistan, Storbritannien och hela Nordamerika.

## Sporten och regler
Tentpegging är ett lagspel där varje lag har 4 spelare. Laget måste ha matchande lagklädsel och hjälm. Lagen spelar med antingen lansar som är mellan 2,5 och 2,75 meter långa eller svärd som inte är längre än 1,10 meter med handtaget. 
Själva spelet går ut på att laget ska dra upp tältpinnar, oftast vita i plast eller trä, medan de rider sin häst i full galopp. Tältpinnarna sätts i marken med 2,5 meters mellanrum i rader. Varje deltagare ska rida sin häst längs raden och dra upp tältpinnen som sedan ska bäras i minst 20 meter. Ryttaren rider en gång till slutet av raden med tältpinnar och en gång tillbaka och varje omgång springs minst 6 rundor. Deltagarna måste även behålla sina platser under alla rundor. 

### Poäng
Deltagarna får poäng för tältpinnarna och om de lyckas bära dem med sig, men spelare kan även få avdrag på poängen. 
Poängen räknas såhär:
- Tältpinnen dras upp ur marken och bärs minst 20 meter "Carry" = 6 poäng
- Tältpinnen dras upp men ryttaren tappar pinnen innan 20 meter "Draw" = 4 poäng
- Tältpinnen dras inte upp men träffas med vapnet "Strike" = 2 poäng
- Bonuspoäng på 8 poäng per runda kan delas ut till laget, som baseras på kontroll över hästen och vapnet och stil eller teknik under rundorna.

Under de individuella momenten ingår lite annorlunda delmoment som ger olika poäng. Mer om det under Individuella moment. 
Poängavdrag kan ske om deltagaren "kastar" iväg tältpinnen med flit efter 20 meter eller om en ryttare hanterar "vapnet" fel. Poängavdrag med minst 3 poäng sker även om hästen slutar galoppera och slår av till trav, skritt eller stannar helt. Då räknas inte heller poängen för hela den rundan. Om hästen svänger av från banan innebär detta också avdrag på poängen. Om domaren tycker att en deltagare har betett sig osportsligt t.ex. vid svordomar eller fysiskt våld blir deltagaren genast utesluten. Poängavdrag sker även om ryttaren tappar sitt vapen och en deltagare utesluts från rundan om denne ramlar av hästen.

### Individuella moment

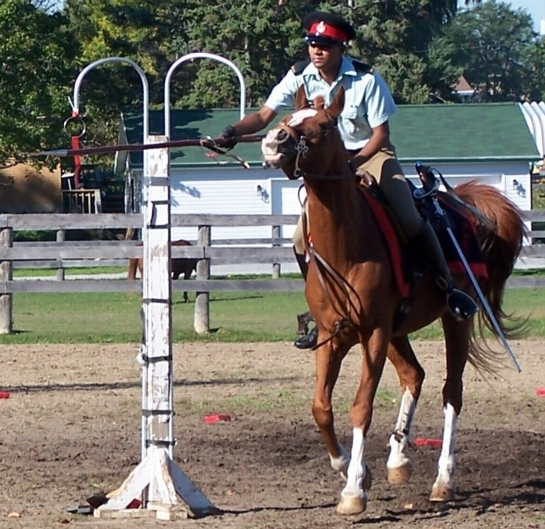
Kanadensisk kavallerist i ringmomentet

Det finns även deltävlingar som utförs individuellt och som då utförs lite annorlunda med flera olika delmoment för att deltagarna ska kunna skrapa hop fler poäng. 
Rings and Pegs Event
Rings and pegs event utspelas enbart med lans och går ut på att deltagaren ska rida mot en ställning med upphängda ringar som ska träs på lansen. Sedan ska ryttaren dra upp en tältpinne som ska bäras som i lagmomentet. Poängen räknas som vanligt med tältpinnen och ringarna ger 6 per ring som man fångar med lansen. 
Lemons and Pegs Event
Lemons and pegs event liknar rings and pegs men ringarna är utbytta mot citroner som hänger i ställningen och momentet rids istället med svärd. Ryttaren ska då dela citronerna med svärdet för att sedan dra upp tältpinnen. Citronerna ger 6 poäng styck. 
Skill at arms event
Skill at arms är det svåraste momentet och deltagaren ska både skjuta ballonger med luftpistol, hoppa hinder, samla ringar på lans och sedan "döda fiender" med svärdet. 
Banan innehåller två hinder, ca 70 cm höga. Innan första hindret ska en ballong skjutas med luftgeväret. Ytterligare två ballonger ska skjutas sönder innan och efter det andra hindret. Riktigt erfarna tävlare kan skjuta sönder ballongerna medan hästen hoppar. Efter detta ska ryttaren släppa ner vapnet i en plasttunna och dra lansen för att sedan dra ner ringar och plocka upp tältpinnar, precis som i Rings and Pegs Event. Sedan ska man även dra svärd och "hugga huvudet" av två pålar. Nacken har svarvats ut ca 10 cm ned på pålen och hugget ska vara exakt. Svärdet används sedan på en stoppad kudde som hängts i en ställning med en målad pricktavla på som ska föreställa fiendens hjärta. Ryttaren ska i full galopp hugga fienden i hjärtat. 
Poängen delas ut med 6 poäng vardera för ballongerna, "huvudena och hjärtat på fienderna" och för ringarna. 3 poäng ges för varje klarat hinder eller om man missar hjärtat på kudden men träffar kudden ändå. Poängen för tältpinnarna räknas ut som vanligt. 
Avdrag på poängen med 3 poäng ges om hästen stannar vid första hindret. Om hästen vägrar vid andra hindret bli ryttaren utesluten, oavsett hur det gick på första hindret. Deltagaren får även minuspoäng om han eller hon kastar svärdet mot "fienderna" och tappat vapen ger även det minuspoäng. Likaså om man missar att kasta luftpistolen i tunnan. Domarna kan utesluta en deltagare om han eller hon är vårdslös eller farlig för övriga deltagare.

## Hästarna
Det finns även speciella regler för de hästar som ska deltaga i sporten. 
- Hästarna får inte vara under 145 cm i mankhöjd, utan skor. 12 mm räknas bort om hästen har skor på sig. Domare mäter hästen under varje tävling för att se att de följer reglementet.
- Hästarna måste ha en skyddande bröstplatta på sig för att skydda buken mot eventuella tältpinnar som kan tappas och även som skydd mot vapen.
- Hästar eller ryttare får inte bytas under spelet om inte häst eller ryttare är sjuk eller skadad. Domaren kan även bestämma om en häst måste bytas. Om hästen eller deltagaren kan återuppta spelet får domaren bestämma om detta ska tillåtas. Domaren kan även diska en deltagare om deltagaren missköter sin häst eller om ryttare eller häst är farliga för andra deltagare.